# Berga (Kyffhäuser)
Berga település Németországban, azon belül Szász-Anhalt tartományban. Lakosainak száma 1654 fő (2023. december 31.).

## Népesség
A település népességének változása:
| Lakosok száma | 1741 | 1721 | 1673 | 1679 | 1668 | 1654 |
|               | 2014 | 2017 | 2019 | 2021 | 2022 | 2023 |